# Zacharie Le Rouzic
Zacharie Le Rouzic, né le 24 décembre 1864 à Carnac, où il est mort le 15 décembre 1939, est un archéologue et préhistorien français, qui s'est principalement consacré à l'étude et à la sauvegarde des sites mégalithiques du Morbihan.

## Biographie
Dernier enfant d'une famille qui en compte neuf et dont le père est chiffonnier, Zacharie Le Rouzic, malgré ses origines modestes, fréquente « l'école des sœurs » à Carnac jusqu'à l'âge de 10 ans. Carnac étant devenue une ville balnéaire réputée, il y rencontre, enfant, des estivants étrangers comme l'amiral Tremlett, le peintre Théodore Valerio dont il porte le matériel au cours de ses promenades artistiques, et surtout James Miln, venu étudier les nombreux sites mégalithiques de Carnac. Constatant l'intérêt de Le Rouzic pour ses travaux, Miln lui apprend à récolter et à classer les poteries découvertes et Le Rouzic devient ainsi son principal collaborateur assistant à toutes ses fouilles.
Après la mort de Miln en 1881, Le Rouzic devient à dix-huit ans le gardien du Musée J. Miln fondé en 1882 par Robert Miln, pour présenter au public les collections de son frère James. Après son service militaire effectué dans la Marine, il reprend son poste au musée où il assure les visites durant la saison touristique, activité qu'il maintiendra jusqu'à sa mort. De 1887 à 1895, il prospecte et enrichit les collections du musée en achetant aux paysans les trouvailles qu'ils ont faites dans leurs champs et il commence à recenser systématiquement les sites mégalithiques des environs, mais sans entreprendre de fouilles car il ne dispose pas des moyens financiers nécessaires. Son activité est encouragée par Gustave de Closmadeuc, président de la Société polymathique du Morbihan et fouilleur de plusieurs sites morbihannais (Carnac, Locmariaquer). En 1889, Closmadeuc lui confie le dénombrement des menhirs des alignements de Carnac.

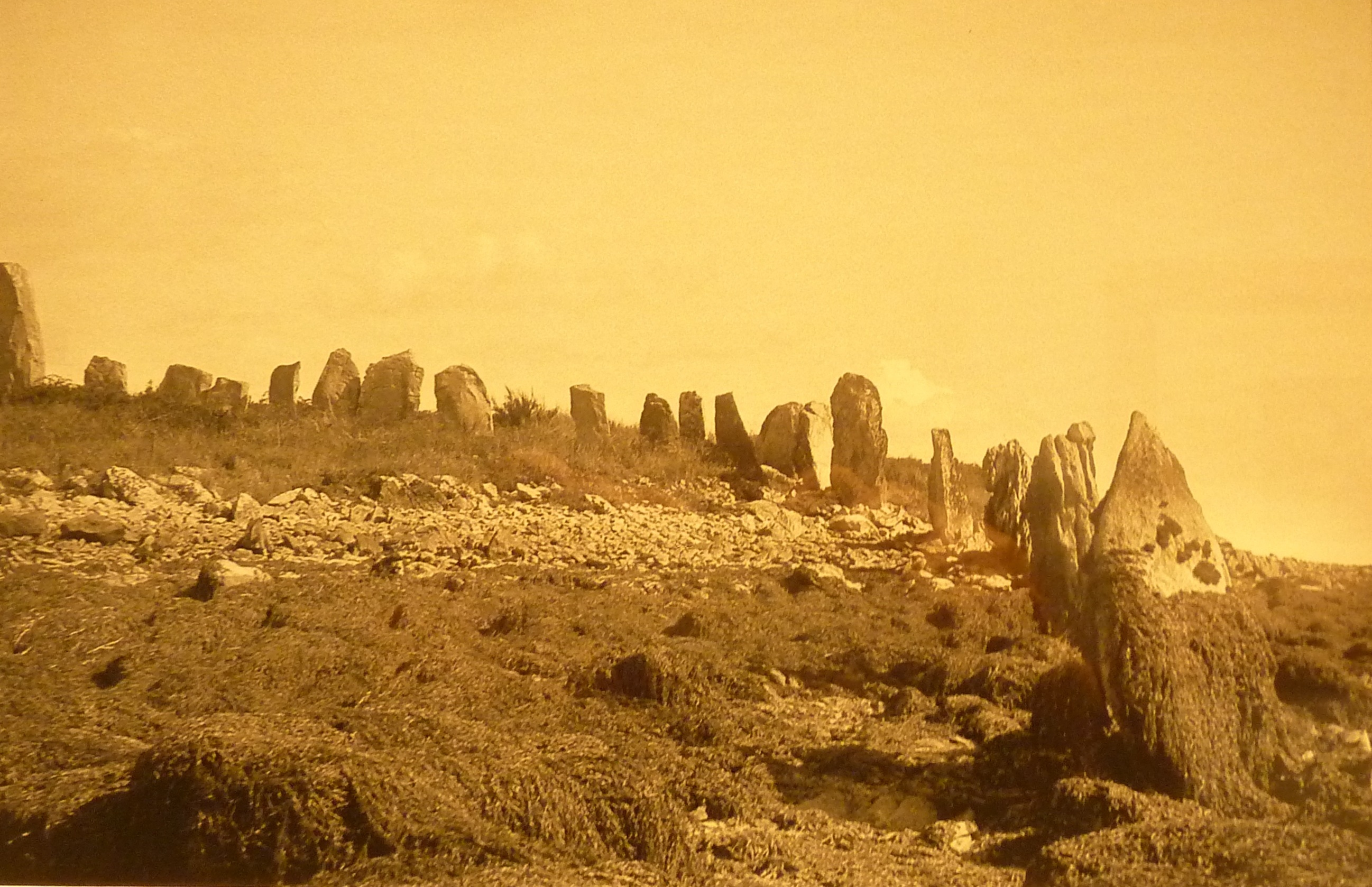
Er Lannic (photographie prise en 1928 par Zacharie Le Rouzic, musée de Préhistoire de Carnac).

Le Rouzic se passionne pour la photographie et il photographie des scènes de la vie quotidienne (activités rurales et côtières, mariages, costumes), des sites naturels et patrimoniaux dont il revend les images sous forme de cartes postales aux touristes de passage, activité beaucoup plus rémunératrice que son seul salaire de gardien de musée. Vers 1895, il rencontre Charles Keller, qui dispose d'une résidence secondaire à Carnac, avec lequel il se lie d'amitié et lui fait partager son intérêt pour les mégalithes. À partir de 1895, Keller subventionne les fouilles de Le Rouzic auquel la Société polymathique vient de confier la conservation et la restauration des monuments mégalithiques du Morbihan. Au départ, Le Rouzic se limite à reprendre des fouilles sur des monuments déjà explorés ou trop ruinés et donc négligés par ses prédécesseurs. En 1900, il entreprend de fouiller le tumulus Saint-Michel partiellement exploré par la Société polymathique dans les années 1860, grâce aux financements de Keller et de divers mécènes américains. Le Rouzic fouille le tumulus pendant six ans et en publie les rapports de fouille en 1932. Il achète des terrains à proximité du site où il installe sa demeure familiale baptisé Kerdolmen et poursuit en parallèle ses activités de photographie et de recensement des légendes, contes et coutumes du pays de Carnac. Reconnu désormais comme spécialiste du mégalithisme morbihannais, il est invité à l'étranger (Irlande, pays de Galles) par ses homologues archéologues. 
En 1910, il devient conservateur officiel du musée J. Miln. En 1917, alors âgé de 52 ans, il s'engage pour combattre durant la Première Guerre mondiale. Après la guerre, il reprend les fouilles archéologiques de plusieurs sites (Manio, Carnac, Er Lannic) et forme les époux Péquart. En 1926, il lègue sa propre collection de 3 000 objets archéologiques au musée J. Miln. Le conseil municipal ajoute alors son nom à l'appellation du musée. De 1927 à sa mort, Le Rouzic, malade, n'entreprendra plus de grands chantiers de fouille mais uniquement des restaurations de monuments. 
En 1933, il est nommé correspondant puis membre de la commission des monuments historiques pour le Morbihan. Entre 1911 et 1938, il contribue à l'inscription et au classement à l'inventaire supplémentaire des monuments historiques d'environ 120 dolmens et menhirs et à la fouille et à la restauration d'environ 130 monuments. En 1935, il obtient le retour à Carnac d'une partie des collections de P. du Châtellier qui avaient été rachetées par le Musée d'Archéologie nationale comprenant des objets issus des fouilles de Félix Gaillard et des commandants Arthur Martin et Louis Le Pontois. Certaines de ses restaurations sont contestées dès leur réalisation(tumulus Saint-Michel, Kercado, Mane Roullarde). En 1937-1938, sa restauration de la Table des Marchands, à la demande de la commission dirigée par l'Abbé Breuil avec lequel il entretient d'excellents rapport, suscite une très importante polémique, d'abord locale puis nationale.
En 1919, il s'engage en politique, se déclarant « républicain, démocrate, laïc et anticlérical » et contribue à la création de l'école laïque et de diverses œuvres sociales laïques à Carnac (cantine scolaire, patronage). Il devient premier adjoint de son cousin Joseph Le Rouzic, et le restera jusqu'à sa mort en 1939.  Il fut aussi le premier chef de corps des sapeurs-pompiers de Carnac, qu'il a dirigé de 1908 à 1924 avec le grade de lieutenant.

## Publications
Son petit Guide des monuments mégalithiques de Carnac et de Locmariaquer, destiné aux touristes, connaîtra 18 éditions entre 1897 et 1975.
En 1901, il publie un ouvrage intitulé Les monuments mégalithiques de Carnac et Locmariaquer, leur âge, leur destination. En 1909, il est l'auteur d'un ouvrage intitulé Carnac. Légendes, traditions, coutumes et contes du pays consacré aux traditions populaires et au folklore breton, ouvrage régulièrement réédité depuis ,. 
Zacharie Le Rouzic a publié de nombreux articles dans le Bulletin de la Société polymathique du Morbihan et dans des revues archéologiques comme le Bulletin de la Société préhistorique française, la Revue des musées, la Revue pour l'avancement des Sciences, la Revue archéologique. En 1933-1934, il publie deux articles de synthèse dans la revue l'Anthropologie consacrés l'un à une typologie et une chronologie des sépultures préhistoriques du Morbihan, et l'autre, au mobilier archéologique qui y a été recueilli. La chronologie proposée par Le Rouzic est alors très novatrice et désormais globalement admise. Sur la fin de sa vie, il envisage de publier, en collaboration avec la Britannique V.C.C. Collum (en), un ouvrage de synthèse exhaustif inventoriant les monuments mégalithiques de la région de Carnac mais il décède avant d'avoir pu y parvenir. Les notes préparatoires de cet ouvrage de Le Rouzic seront publiées à titre posthume par son gendre Maurice Jacq avec l'aide de la Société polymathique en 1965.
Les ouvrages de Le Rouzic, dans la bibliothèque numérique d'Internet Archive.
Les articles de Le Rouzic, dans la bibliothèque numérique Persée.
- Zacharie Le Rouzic, Catalogue du Musée J. Miln à Carnac, (Morbihan), Vannes, B. Le Beau, 1894 (en ligne).
- Zacharie Le Rouzic, « Inventaire des monuments mégalithiques de la région de Carnac. L'arrondissement de Lorient », dans Bulletin de la Société polymathique du Morbihan, 92, Vannes, 1965, p. 3-88 (OCLC 43176360).

## Distinctions
- Chevalier de la Légion d'honneur (7 septembre 1927)[12]
- Croix de guerre 1914-1918
- Chevalier de l'ordre du Mérite agricole (1922)
- Officier de l'Instruction publique (1910)
- Médaille commémorative de la guerre 1914-1918
- Médaille interalliée de la Victoire